# Edward Woodward
Edward Albert Arthur Woodward, OBE (Croydon, Surrey, 1930. június 1. – Truro, Cornwall, 2009. november 16.) Golden Globe-díjas angol színész és énekes.

## Élete
Croydonban született Edward Oliver Woodward és Violet Edith Woodward gyermekeként.
A surrey-i Eccleston Road, Sydenham Road, az E Wallington és a Kingston Day Commercial School, illetve az Elmwood High School iskolák tanulója volt. Ezután a Kingston College-be járt.
Színészi karrierje 1946-ban kezdődött. 2009-ben bekövetkezett haláláig 27 filmben szerepelt.

## Magánélete
Kétszer házasodott. Első felesége Venetia Barrett volt, 1952-től 1986-ig. Két fiuk született: Tim Woodward (1953) és Peter Woodward (1956), akik mindketten színészek lettek, illetve egy lányuk, a Tony-díjra jelölt Sarah Woodward (1963). Második felesége Michele Dotrice volt. 1987-ben házasodtak össze. Egy lányuk született, Emily Beth Woodward (1983), aki jelen volt az ünnepségen.

## Halála
2009. november 16-án hunyt el a trurói Royal Cornwall Hospital kórházban, a Hawker's Cove-i otthona közelében. 79 éves volt. A padstow-i temetőben helyezték örök nyugalomra.